# Hranush Arshagyan
Hranush Arshagyan (Constantinopla 1887 - 27 de marzo de 1905) fue una poetisa armenia.

## Título de la primera sección
Nació en 1887 en el distrito de Besiktas, Constantinopla. Su tío, Hrant Nazariants, un escritor, poeta y periodista armenio naturalizado italiano, ha inmortalizado su memoria. A finales de 1909 publicó un libro titulado "Heranush Arshakyan, su vida y sus poemas"
Arshagyan falleció  el 27 de marzo de 1905 de fiebre, a la edad de 18 años, en el pueblo de Valite-Sultan.